# Opisthoxia ockendeni
Opisthoxia ockendeni är en fjärilsart som beskrevs av W. Warren 1907. Opisthoxia ockendeni ingår i släktet Opisthoxia och familjen mätare. Inga underarter finns listade i Catalogue of Life.